# 정강자
정강자(鄭江子, 1942년 2월 8일~2017년 7월 23일)는 대한민국의 화가이다. 1968년 5월 30일에 서울의 음악감상실 세시봉에서 대한민국 첫 누드 퍼포먼스를 선보이는 등의 실험적이고 전위적인 예술 작업을 펼쳤다고 평가받으며, 기성 문화계 및사회의 경직성과 가부장제 등을 비판하는 작품을 남겼다.